# Katagami (Akita)
Pour l’article homonyme, voir Katagami.
Katagami (潟上市, Katagami-shi) est une municipalité ayant le statut de ville, dans la préfecture d'Akita, au Japon.

## Géographie

### Situation
Katagami est située dans l'ouest de la préfecture d'Akita, au bord de la mer du Japon.

### Démographie
En juin 2021, la population de la ville de Katagami était de 33 083 habitants, répartis sur une superficie de 97,72 km2.

### Hydrographie
La ville est bordée par le lac Hachirō au nord-ouest.

## Histoire
La ville de Katagami a été créée en 2005 de la fusion des anciens bourgs d'Iitagawa, Shōwa et Tennō.

## Transports
Katagami est desservie par les lignes Ōu et Oga de la JR East.

## Personnalités liées à la municipalité
- Kenichi Kaga (1983-), footballeur
- Katsutoshi Kaneda (1949-), homme politique japonais
- Yuki Kikuchi (1980-), joueur japonais de basket-ball
- Ikuo Nakamura (1945-), photographe japonais
- Kazushi Sakuraba (1969-), pratiquant d'arts martiaux mixtes (MMA) et catcheur japonais